# Популярна медична енциклопедія
Популярная медицинская энциклопедия (скор. ПМЭ; укр. Популярна медична енциклопедія; ПМЕ) — радянське науково-популярне довідкове видання з питань медицини та охорони здоров'я, призначене для гігієнічного виховання та санітарної освіти населення. Розраховане на широке коло читачів, які не мають медичної освіти.
Енциклопедія містила близько 2000 статей (видання 1960-х років — 1900, 1800; видання 1980-90-х — 982). У їх підготовці брали участь провідні радянські вчені.
Видання вміщує відомості про будову та функції організму людини, про особливості дитячого організму, про правила догляду за новонародженою і грудною дитиною, а також поради щодо необхідних умов для нормального розвитку та фізичного виховання дітей дошкільного, молодшого шкільного, підліткового віку, статті про різні захворювання, пояснення причин та умов їх виникнення і характер порушень, викликаних цими захворюваннями в організмі, рекомендації, щодо профілактики, а також відомості про основні принципи і методи лікування, поради щодо догляду за хворим у домашніх умовах, як надати першу долікарську допомогу при захворюваннях і нещасних випадках, також увагу приділено найбільш поширеним лікам, суті їх дії на організм, способам їх застосування тощо.

## Передісторія
На думку І. П. Лідова і А. М. Сточика, авторів статті «Великої медичної енциклопедії» присвяченій ПМЕ, попередниками популярних медичних енциклопедій слід вважати медичні розділи універсальних енциклопедій,які заклали традиції довідковості й всебічного опису понять. Згодом, через зростання зацікавленості населення медичною тематикою та загальною тенденцією до спеціалізації енциклопедичних видань, з'явилися окремі медичні енциклопедії, орієнтовані на широку аудиторію без спеціальної освіти. Ранні видання часто містили численні поради лікувального характеру, що частково пояснюється впливом популярних у другій половині XIX — на початку XX сторіччя «лікарських порадників» і «медичних книг для родини», де описували як народні засоби, так і використання медикаментів.
Із розвитком охорони здоров'я та гігієнічної освіти акцент у популярних медичних енциклопедіях змістився у бік профілактики. У новітніх виданнях усе більше уваги приділялося формуванню здорового способу життя, запобіганню захворюванням, правильній поведінці при хворобі, наданню першої допомоги та догляду за дітьми й хворими. Такий підхід дозволив не лише інформувати, а й виховувати населення в дусі відповідального ставлення до власного здоров'я.

## Передумови
У статті у «Великій медичній енциклопедії» присвяченій ПМЕ відзначено, основами законодавства СРСР і союзних республік про охорону здоров'я, а також Постановою ЦК КПРС і Ради Міністрів СРСР «Про заходи з подальшого поліпшення народної охорони здоров'я» (1977) передбачено подальше вдосконалення форм і методів санітарного просвітництва, підвищення наукового рівня популярної медичної літератури, широке використання ЗМІ для цілей пропаганди медичних і санітарних знань, що особливо важливо через впровадження у практику охорони здоров'я заходів первинної профілактики. Створення фундаментальних науково-популярних енциклопедій, які орієнтують населення у питаннях раціонального способу життя, запобігання захворюванням і правильній поведінці у разі їх виникнення, є ефективним засобом вирішення цих завдань.

## Видання

### Перший випуск (1960-70-ті)
У СРСР систематичне видання ПМЕ почалося у 60-х роках. Перший випуск з 1961 по 1970 рік витримав 7 видань (1—5-те видання у 1961—1966 роках, головні редактори — академік А. М. Бакулєв та професор Ф. М. Петров; 6-те та 7-ме видання у 1967 та 1970 роках, головні редактори — А. Ф. Серенко та Ф. М. Петров). Загальний тираж цих видань становив понад 1,2 мільйона примірників.
Серед 1900 (1800) статей цього випуску певну увагу приділено питанням особистої гігієни, гігієни праці та харчування, фізичного виховання, фізичної культури та спорту, охорони здоров'я. У спеціальних статтях викладено правила догляду за новонародженими та грудними дітьми, а також за хворими.
Проте перший випуск ПМЕ за задумом і структурою був типовим науково-популярним довідником, тому профілактична спрямованість його матеріалів була виражена недостатньо. Переважну більшість статей складали матеріали про хвороби, медикаменти, курорти, у яких містилися лікувальні рекомендації (лікування захворювань, принцип дії, показання, способи застосування медикаментів, лікарських рослин і навіть дозування тощо). У статтях про хвороби були рекомендації щодо їх профілактики, але лише в загальній формі. Статті теоретичного циклу (про органи, функції організму тощо) мали суто довідковий характер і, отже, не могли повною мірою виконати завдання забезпечення читача інформацією, необхідною для усвідомленого ставлення до профілактичних рекомендацій.
Хоча перший випуск ПМЕ був добре сприйнятий читачами, мав велику популярність, наявність у статтях відомостей, які могли використовуватися для самолікування, а також недостатня конкретність профілактичних матеріалів викликали справедливу критику медичної спільноти. Спроби усунути ці недоліки шляхом заміни або часткового доопрацювання окремих статей не дали суттєвих результатів. Потрібен був радикальний перегляд науково-методичних основ ПМЕ, принципів відбору матеріалу та побудови статей, а також надання енциклопедії публіцистичного спрямування. Такий перегляд було здійснено під час підготовки другого випуску ПМЕ.
Для зручності користування книга забезпечена коротким предметним покажчиком, що дозволяє читачеві швидко і легко знайти потрібний медичний термін.
Ціна третього, переробленого видання у 1966 році становила 3 карбованці 50 копійок.
Лікар Д. Віленський у замітці для «Нового світу» характеризував статті як такі «написані просто, але водночас строго науково та енциклопедично коротко». Інфекційні захворювання, навіть ті, що не зустрічаються в СРСР, «описані в книзі досить повно». На високому науковому рівні складені статті «Пухлини» та «Рак». Розділ серцево-судинних захворювань (крім статті про серцево-судинні неврози) «виглядає порівняно блідо». «Обійдені мовчанням» порушення ритму. Відсутні стаття про серцево-судинну хірургію, біографії видатних діячів медицини. Недоліки книги зводяться в основному не «до того, що в ній щось зайве, а до того, що в ній чогось не вистачає». Однак, на думку автора, переваг у неї більше, «можна сказати, що мета, зазначена у передмові самою редакцією, досягнута: це книга для кожної родини».
У статті журналу «Фельдшер і акушерка» підраховано, що ПМЕ містить відомості про 180 лікувальних препаратів. Автори вважають, що достатньо статей про ті медичні препарати, які використовуються для надання медичної допомоги до прибуття лікаря або фельдшера, з профілактичною метою або для догляду за хворими. Позитивно відзначена наявність статей про антибіотики, сульфаніламіди та вітаміни. Але запитують «навіщо писати про такі препарати, як аміназин, гексамідин, промедол, псоріазин тощо, які можна застосовувати тільки під активним контролем лікаря?» Багато з перелічених препаратів відпускаються лише за рецептом.

### Другий випуск (1970-80-ті)
Другий випуск ПМЕ (1979 рік, головний редактор — Б. В. Петровський, тираж до 1982 року досяг 450 тисяч примірників) було задумано як фундаментальне науково-популярне видання про здоров'я людини, умови та фактори його збереження і зміцнення. Значну увагу приділено пропаганді раціонального способу життя, режиму праці та відпочинку, загартовування, фізичної культури та спорту, боротьбі зі шкідливими звичками та порушеннями гігієнічних вимог у побуті. Широко висвітлені питання особистої гігієни, подано конкретні рекомендації з догляду та фізичного виховання дітей усіх вікових груп, а також людей похилого віку. Особливу увагу приділено гігієні статевого життя та статевому вихованню, раціональному харчуванню, зберіганню та приготуванню харчових продуктів, гігієнічному утриманню житла, одягу, взуття, а також гігієнічній та декоративній косметиці.
Кількість статей у другому випуску популярної медичної енциклопедії порівняно з першим було скорочено вдвічі. Водночас видання містило значно більше інформації з різних розділів медицини. Ширше представлені проблеми теоретичної медицини (матеріали з анатомії, фізіології, біології, генетики, імунології тощо), які не лише розширюють кругозір читача, а й містять профілактичні відомості (наприклад, про фактори, що негативно впливають на певну систему органів, функцію чи процес, а також про заходи, що сприяють усуненню цих факторів або послаблюють і нейтралізують їх руйнівну дію). Також збільшено обсяг інформації про охорону здоров'я, права громадян Радянського союзу на медичний захист, діяльність КПРС і держави у цій сфері.
Лікувальні рекомендації подано лише в обсязі, необхідному для надання першої допомоги до прибуття медичного працівника або при загрозливих для життя станах (наприклад, напад стенокардії, надання допомоги при непритомності тощо). Клінічні статті другого випуску ПМЕ орієнтують читача на постійний зв’язок із лікарем для вирішення питань щодо індивідуалізації заходів з укріплення здоров'я та лікування.
Про негативні наслідки самолікування, безконтрольного використання лікарських засобів, застосування недостатньо перевірених методів лікування йдеться як у спеціальних статтях («Знахарство», «Самолікування», «Зловживання ліками» тощо), так і в статтях про групи лікарських засобів та окремі хвороби. Другий випуск ПМЕ мав успіх у читачів і отримав позитивні відгуки медичної спільноти. У 1981—1982 роках було здійснено його переклад і видання у Греції.
У 1984 році перекладено і видано Головною редакцієї енциклопедій Латвійської РСР у Ризі.
Заслужений діяч науки РРФСР, професор Л. С. Сутулов у рецензії для «Радянської охорони здоров'я» відзначає, що видання 1979 року гарно ілюстроване чорно-білими та кольоровими зображеннями, містить статті про історію медицини, досягнення і проблеми медицини, короткі біографії 64 вчених. Заслуговують на особливу увагу статті про статеве життя, статевий потяг, статеве виховання, статеве дозрівання, статеве утримання, про шлюб, безпліддя, вагітність та позаматкову вагітність. У цих статтях багато фактичного матеріалу, що розкриває важливі аспекти життя як жінок, так і чоловіків. Відзначено також статті про алкоголь, куріння та їх шкоду. В енциклопедії коротко охарактеризовані деякі основні продукти харчування (молоко і молочні продукти, м'ясо та м'ясопродукти, яйця, мед, безалкогольні напої, різноманітні ягоди та соки), їх харчову та біологічну цінність. Наведено методи визначення доброякісності продуктів за зовнішнім виглядом, консистенцією, кольором та запахом. Подано заходи, спрямовані на запобігання забрудненню повітря, води, ґрунту, знищення мікроорганізмів і вірусів у повітрі приміщень, а також знешкодження збудників захворювань водного походження у воді, призначеній для господарсько-питних потреб. 
Також в енциклопедії розглядаються системи спеціально підібраних фізичних вправ, які сприяють всебічному фізичному розвитку та зміцненню здоров'я людини, ранкова гігієнічна гімнастика, виробнича гімнастика, лікувальна фізкультура, що широко застосовується при комплексному лікуванні в лікарнях, поліклініках і санаторіях, а також лижний і велосипедний спорт, гімнастика у похилому віці, відомості про захист населення від зброї масового ураження (ядерної, хімічної та біологічної), статті про цивільну оборону, променеві хвороби, променеву травму тощо, а також нові дані про іонізуючі випромінювання, радіобіологію, радіаційну медицину, авіаційну та космічну медицину, використання лазерів у медичній практиці. 
Детально викладено окремі проблеми теоретичної медицини, коротко охарактеризовано багато розділів біології, ембріології, гістології, анатомії, фізіології, біологічної хімії, генетики тощо. Деякі з цих статей будуть корисні студентам-медикам та біологам, однак матеріал може виявитися складним для читачів, які раніше не стикалися з проблемами біології та медицини. Важко сприймаються статті про білки, протеїди, біологічні полімери, білковий обмін, нуклеїнові кислоти, хімічні перетворення речовин в організмі людини, їх трансформації в клітинах, що призводять до утворення енергії, а також про структуру гена як елементарної та структурної одиниці спадковості та про вищу нервову діяльність. На думку автора, це не означає, що такий матеріал не слід включати до «Популярної медичної енциклопедії», він дуже важливий, оскільки базується на останніх наукових дослідженнях; проте при перевиданні енциклопедії «варто продумати форму подачі цих складних тем».
Підсумовуючи автор відзначає, що ПМЕ, безсумнівно, значно «сприятиме лікарям та іншим медичним працівникам у поширенні медичних знань серед населення», але на жаль, тираж цього важливого видання невеликий. Зважаючи на його значення, «варто було б побажати збільшення тиражу при наступних перевиданнях».

### Третій і четвертий випуск (1990-ті, 2000-ні)

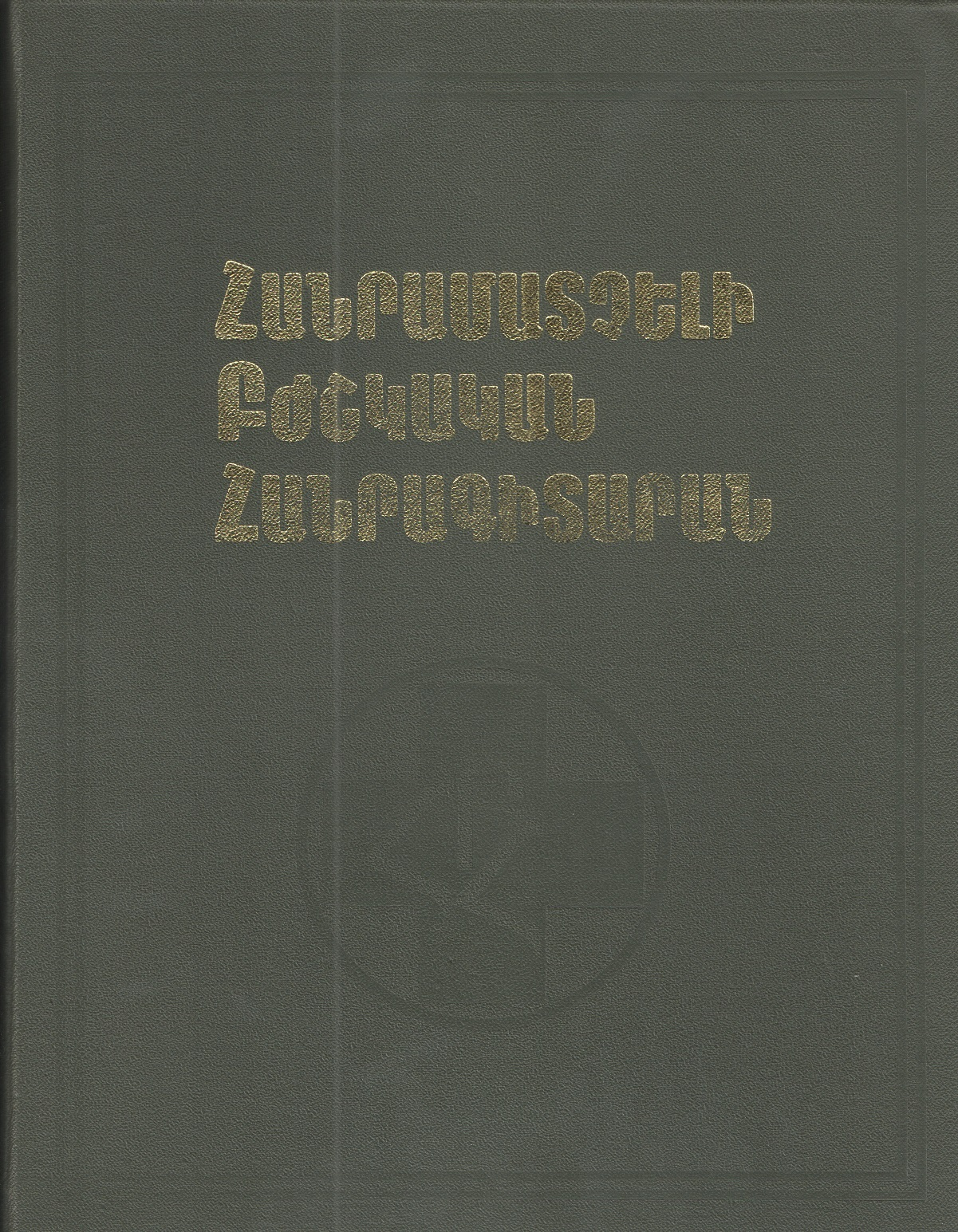
Обкладинка вірменського видання

ПМЕ продовжували видавати: у 1987 (головний редактор — Б. В. Петровський), 1991, 1993, 1997 (видавництво «Книгочей»), 1998 (видавництва «Альянс-В» і «Оникс») (головний редактор — В. І. Покровський).
У 2001 році видання перекладено вірменською мовою.